# Shadows of the Past
Shadows of the Past es el álbum debut de la banda de metal finlandés Sentenced. Fue lanzado en  1991 y reeditado en 1995 por Century Media, agregándole el demo de "Journey to Pohjola". Volvió a ser reeditado en 2001 y de nuevo en 2008.
Este álbum ha tenido tres carátulas de tapa distintas, siendo estas: La del lanzamiento original diseñada por Luxi Lahtinen, la ofrecida en la reedición de Century Media en 1995 diseñada por Taneli Jarva y la de la reedición de 2008 la cual es una reproducción de una xilografía medieval.

## Lista de canciones
1. "When the Moment of Death Arrives" (6:03)
2. "Rot to Death" (3:44)
3. "Disengagement" (5:17)
4. "Rotting Ways to Misery" (5:50)
5. "The Truth" (6:23)
6. "Suffocated Beginning of Life" (6:06)
7. "Beyond the Distant Valleys" (5:58)
8. "Under the Suffer" (5:18)
9. "Descending Curtain of Death" (5:49)

- Datos: Q2250932